# Sunbeam 1000 HP
La Sunbeam 1000 HP detta Mistery o The Slug è stata una automobile da record di velocità costruita nel 1926 dalla britannica Sunbeam Car Company di Wolverhampton. È stata la prima auto a superare le 200 miglia orarie.

## Caratteristiche tecniche

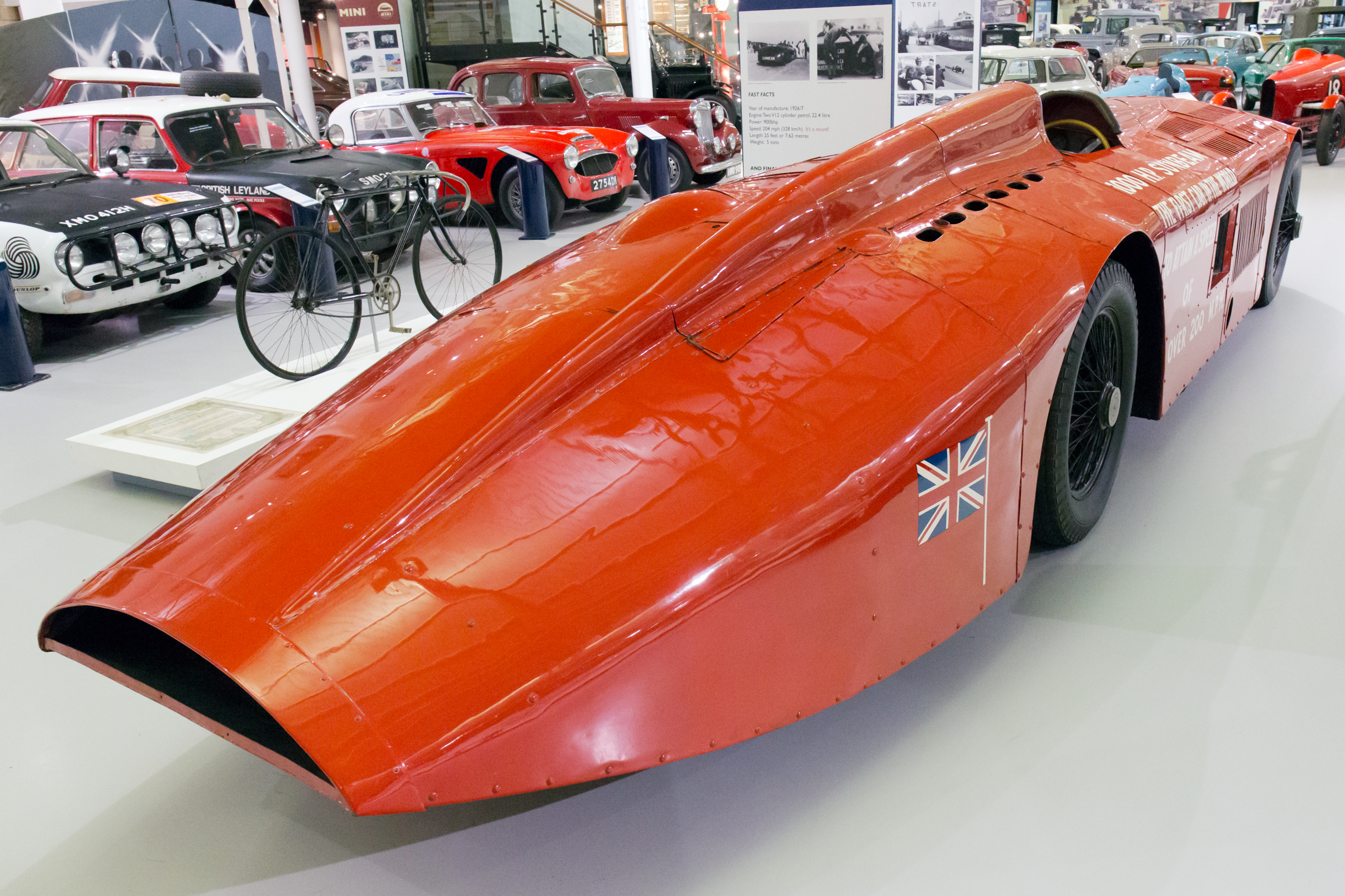
Vista posteriore

La macchina disegnata da Jack Irving era stata soprannominata "Slug" termine inglese dal doppio significato, proiettile di grosso calibro ma anche lumaca, quest'ultimo ironicamente attribuitogli per l'originale design aerodinamico, con una carrozzeria che avvolgeva interamente la vettura, caratterizzata dal muso arrotondato e da una lunga coda, affusolata e discendente.
Era dotata di due motori V12 Sunbeam Matabele di derivazione aeronautica di 22444 cm³ (1367 c.i.) ciascuno, in precedenza utilizzati su imbarcazioni veloci. Sebbene la denominazione fosse "1000 HP" la potenza reale di ogni motore era stimata poco oltre i 450 CV per una potenza complessiva di circa 900 CV. I motori erano sistemati longitudinalmente sul telaio, uno davanti è l'altro dietro al posto del pilota. Il motore anteriore veniva avviato ad aria compressa e metteva in moto quello posteriore collegato tramite un sistema a frizione meccanica che veniva bloccata una volta che i due motori erano sincronizzati. La trasmissione avveniva con un cambio a tre marce collegato ad un albero con due ruote dentate che trasmettevano la spinta alle ruote posteriori tramite due catene.
Le ruote a raggi montavano gomme di 35 x 6 pollici ed erano garantite per resistere circa tre minuti e mezzo alla massima velocità.
Le sospensioni erano a balestre semiellittiche e i freni a tamburo sulle quattro ruote erano dotati di servofreno a depressione.

## Il record
Il Maggiore Henry Segrave aveva già stabilito il record di velocità terrestre a 245 km/h, alla guida della Sunbeam Tiger, il 21 marzo del 1926, record superato il mese successivo dal pilota Parry Thomas.
Poco prima del nuovo tentativo del 1927 Segrave venne a conoscenza della morte di Parry Thomas, che nel tentativo di riaggiudicarsi il record, nel frattempo di nuovo superato da Malcolm Campbell, rimase decapitato dalla rottura della catena di trasmissione e non nascose le sue perplessità sulle soluzioni tecniche della 1000 HP, con il posto di guida situato tra i due enormi motori e vicino alla trasmissione, ma si adeguò.
Il nuovo record venne stabilito il 29 marzo 1927 a Daytona Beach, raggiungendo la velocità di 203,79 miglia orarie pari a 327,98 km/h. Il record resistette per quasi un anno prima di essere di nuovo battuto da Malcolm Campbell, ma Irving e Segrave non si arresero e lo riconquistarono nel 1929 con una nuova vettura, la Golden Arrow.
L'ultima apparizione in movimento della vettura avvenne in una dimostrazione sul circuito inglese di Brooklands, a bassa velocità e utilizzando un solo motore. È attualmente conservata al National Motor Museum di Beaulieu, donata al museo dalla Sunbeam nel 1958.